# Ellie Koyander
Ellie Koyander (* 23. März 1991 in Chesterfield) ist eine ehemalige britische Freestyle-Skierin. Sie war auf die Disziplinen Moguls und Dual Moguls (Buckelpiste) spezialisiert.

## Werdegang
Koyander, die für den Sharks Ski Club startete, nahm im März 2008 in Åre erstmals am Freestyle-Skiing-Weltcup teil, wobei sie den 24. Platz im Moguls und den 20. Rang im Dual Moguls errang. Zuvor belegte sie bei den Juniorenweltmeisterschaften 2006 in Krasnoe Ozero den 24. Platz im Dual Moguls und bei den Juniorenweltmeisterschaften 2007 in Airolo den 23. Platz im Dual Moguls sowie den 19. Rang im Moguls. Bei den Weltmeisterschaften 2009 in Inawashiro kam sie auf den 26. Platz im Dual Moguls und auf den 23. Rang im Moguls. In der Saison 2009/10 erreichte sie in der Sierra Nevada mit dem 16. Platz im Moguls ihre beste Platzierung im Weltcup und in Vancouver bei ihrer einzigen Teilnahme an Olympischen Winterspielen den 24. Platz im Moguls. In der Saison 2010/11 kam sie bei den Juniorenweltmeisterschaften 2011 in Jyväskylä auf den 21. Platz im Dual Moguls sowie auf den achten Rang im Moguls und bei den Weltmeisterschaften 2011 in Deer Valley auf den 26. Platz im Moguls sowie auf den 21. Rang im Dual Moguls. Nachdem sie in der Saison 2011/12 mit dem 30. Platz im Moguls-Weltcup ihr bestes Gesamtergebnis erringen konnte, belegte sie bei den Weltmeisterschaften 2013 in Voss den 37. Platz im Moguls und den 23. Rang im Dual Moguls. In der Saison 2014/15 wurde sie mit zwei dritten sowie vier zweiten Plätzen und einen ersten Platz, Zweite in der Moguls-Disziplinenwertung des Europacups. Beim Saisonhöhepunkt, den Weltmeisterschaften 2015 am Kreischberg, errang sie jeweils den 23. Platz im Moguls und Dual Moguls. Zudem absolvierte sie im Januar 2015 in Deer Valley ihren 51. und damit letzten Weltcup, welchen sie auf dem 30. Platz im Dual Moguls beendete.

## Erfolge

### Olympische Spiele
- 2010 Vancouver: 24. Platz Moguls

### Weltmeisterschaften
- 2009 Inawashiro: 23. Platz Moguls, 26. Platz Dual Moguls
- 2011 Deer Valley: 21. Platz Dual Moguls, 26. Platz Moguls
- 2013 Voss: 23. Platz Dual Moguls, 37. Platz Moguls
- 2015 Kreischberg: 23. Platz Dual Moguls, 23. Platz Moguls

### Weltcupwertungen
| Saison  | Gesamt | Gesamt | Moguls | Moguls |
| Saison  | Platz  | Punkte | Platz  | Punkte |
| ------- | ------ | ------ | ------ | ------ |
| 2007/08 | 128.   | 2      | 36.    | 18     |
| 2008/09 | 135.   | 2      | 39.    | 17     |
| 2009/10 | 107.   | 3      | 36.    | 37     |
| 2010/11 | 109.   | 2      | 39.    | 25     |
| 2011/12 | 132.   | 3      | 30.    | 43     |
| 2012/13 | 214.   | 1      | 47.    | 14     |
| 2013/14 | 223.   | 1      | 53.    | 8      |
| 2014/15 | 163.   | 0,89   | 40.    | 8      |

### Europacup
- 7 Podestplätze, davon 1 Sieg
- Saison 2014/15: 2. Platz Moguls-Disziplinenwertung

### Juniorenweltmeisterschaften
- 2006 Krasnoe Ozero: 24. Platz Dual Moguls
- 2007 Airolo: 19. Platz Moguls, 23. Platz Dual Moguls
- 2011 Jyväskylä: 8. Platz Moguls, 21. Platz Dual Moguls